# Форт, Жан-Антуан-Симеон
Жан-Антуан-Симеон Форт (фр. Jean-Antoine-Siméon Fort; 1793—1861) — французский художник.

## Биография
Жан-Антуан-Симеон Форт родился 18 августа 1793 года в городе Валансе в департаменте Дром.

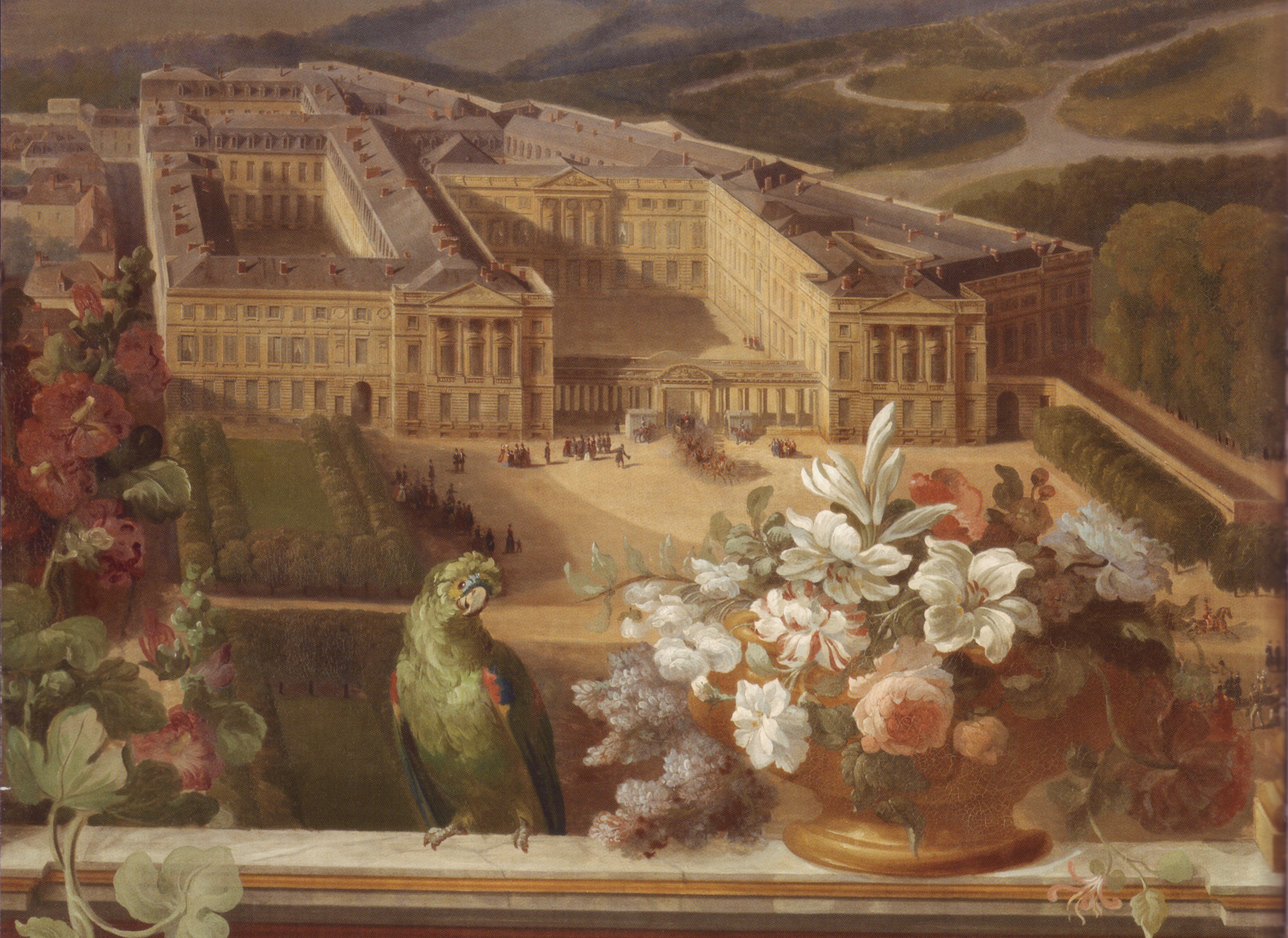
«Вид на Компьенский дворец»

Использовал для создания своих произведений как масляные, так и акварельные краски.
Последний французский монарх, носивший титул короля, Луи-Филипп I, лично заказал ему несколько работ. В 1842 году в Парижском салоне Форт представил публике четыре своих полотна с иллюстрациями сражений и осад с участием французской армии, которые были заказаны Луи-Филиппом для «исторической галереи Версаля». Выставка прошла с успехом, и в следующем году художнику было поручено представить вид на королевскую резиденцию («Вид на Компьенский дворец» (1843 год)).
Своеобразным «фирменным стилем» Жана-Антуана-Симеона Форта как баталиста можно назвать его стремление передать на холсте масштаб изображенных событий; художник, как правило, игнорировал мелкие эпизоды и писал панорамы сражений; в этом ключе на своих полотнах он отобразил битву при Прейсиш-Эйлау, осаду Данцига в 1807 году, вторую битву при Цюрихе, баталию при Берри-о-Баке, битву в Дюнах и т. д.
Жан-Антуан-Симеон Форт умер 24 декабря 1861 года в Париже.

## Галерея

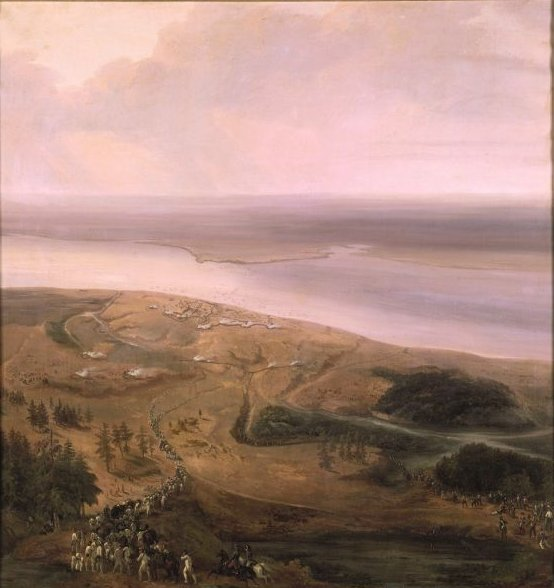
Осада Йорктауна и поражение англичан американским и французским союзникам 1-17 октября 1781
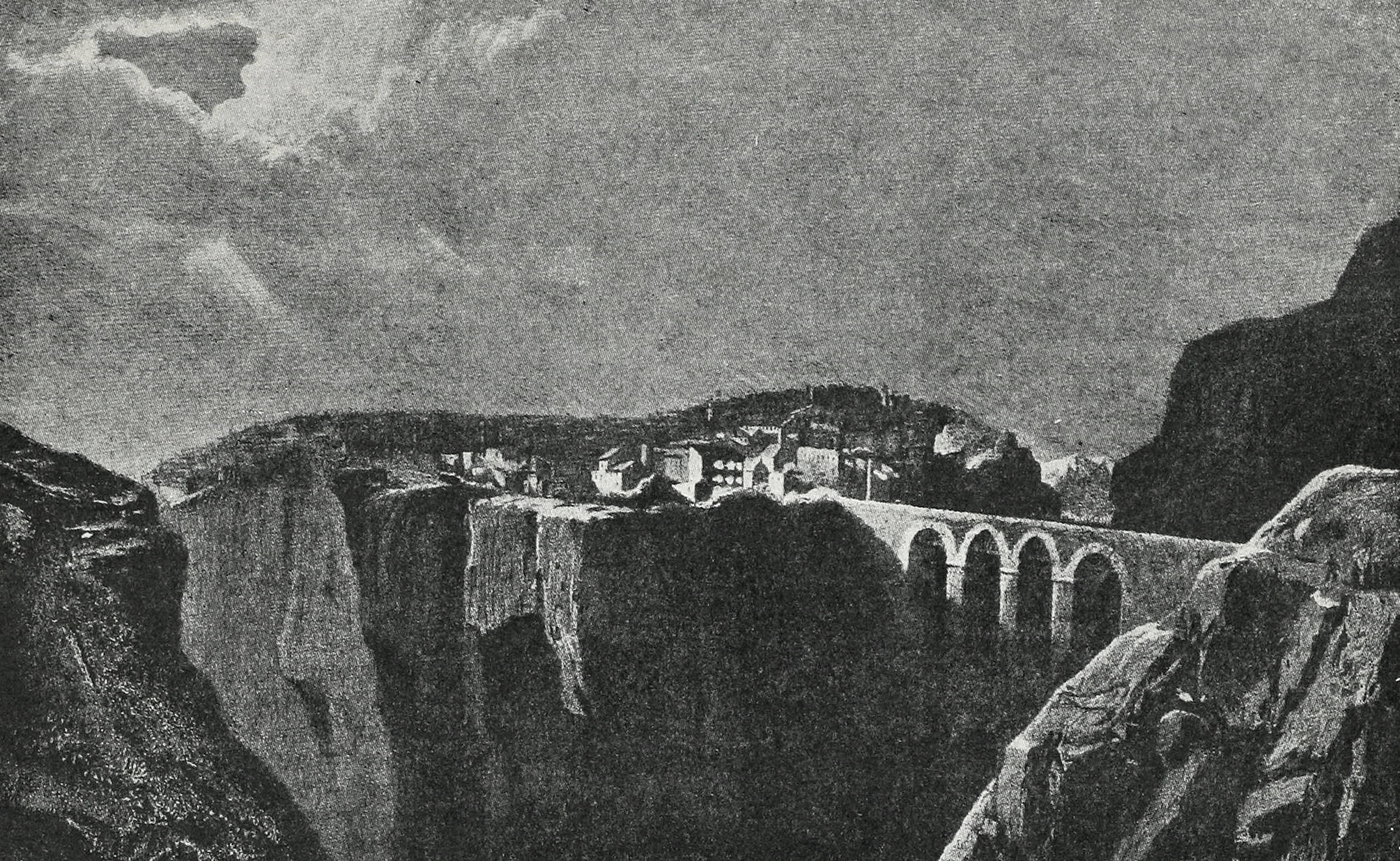
Битва при Константине
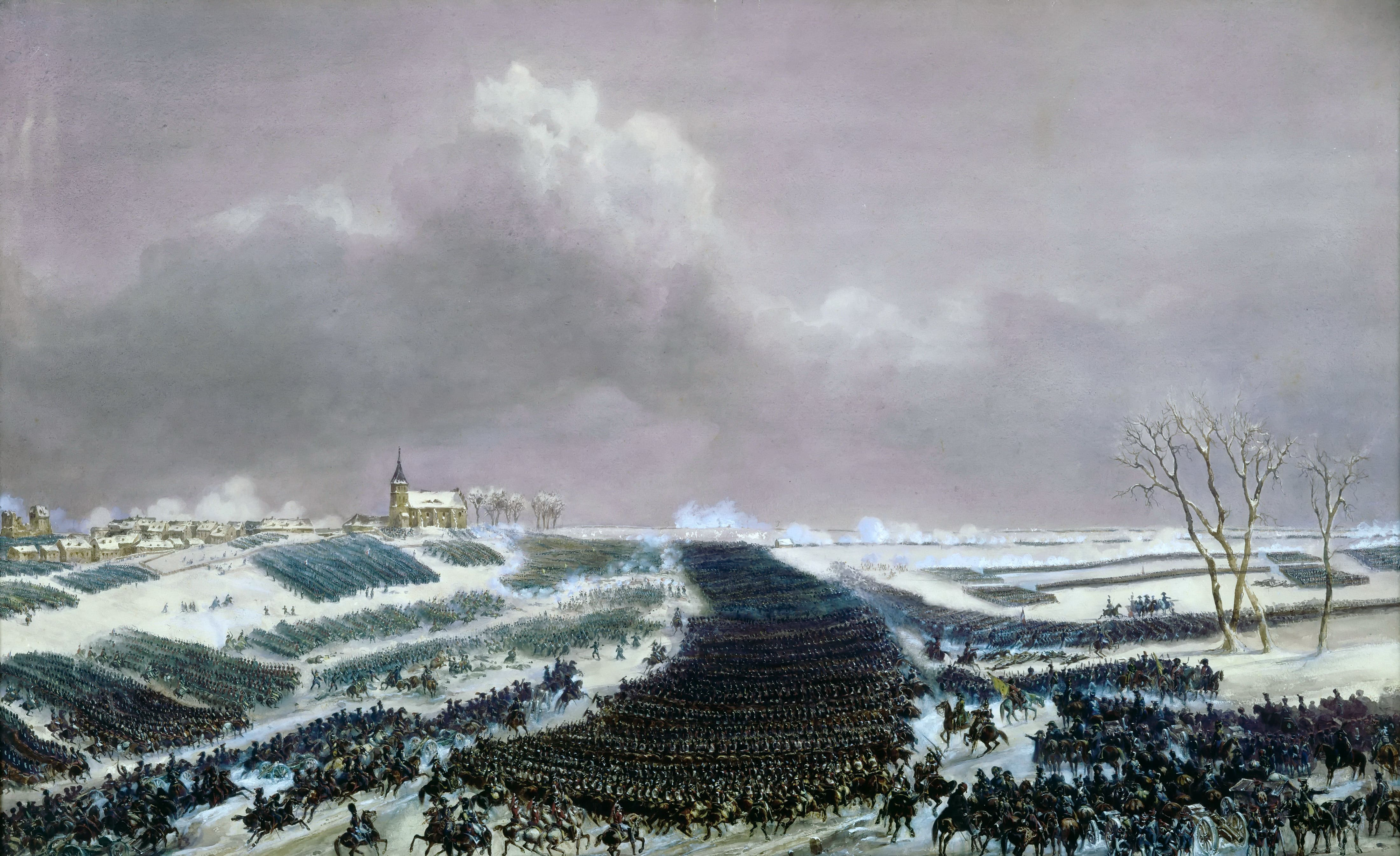
Битва Французской и Русской армий при Эйлау 8 февраля 1807
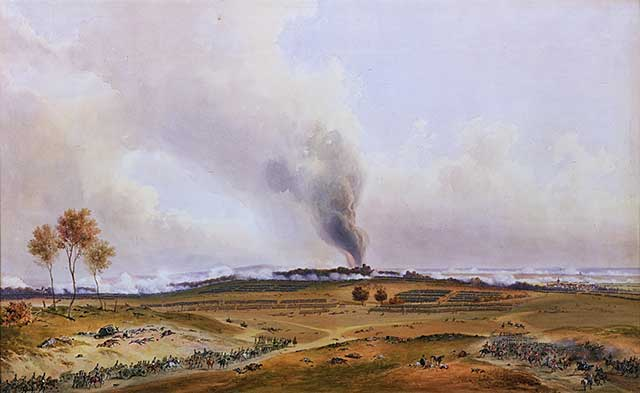
Битва у Иены, 14 октября 1806
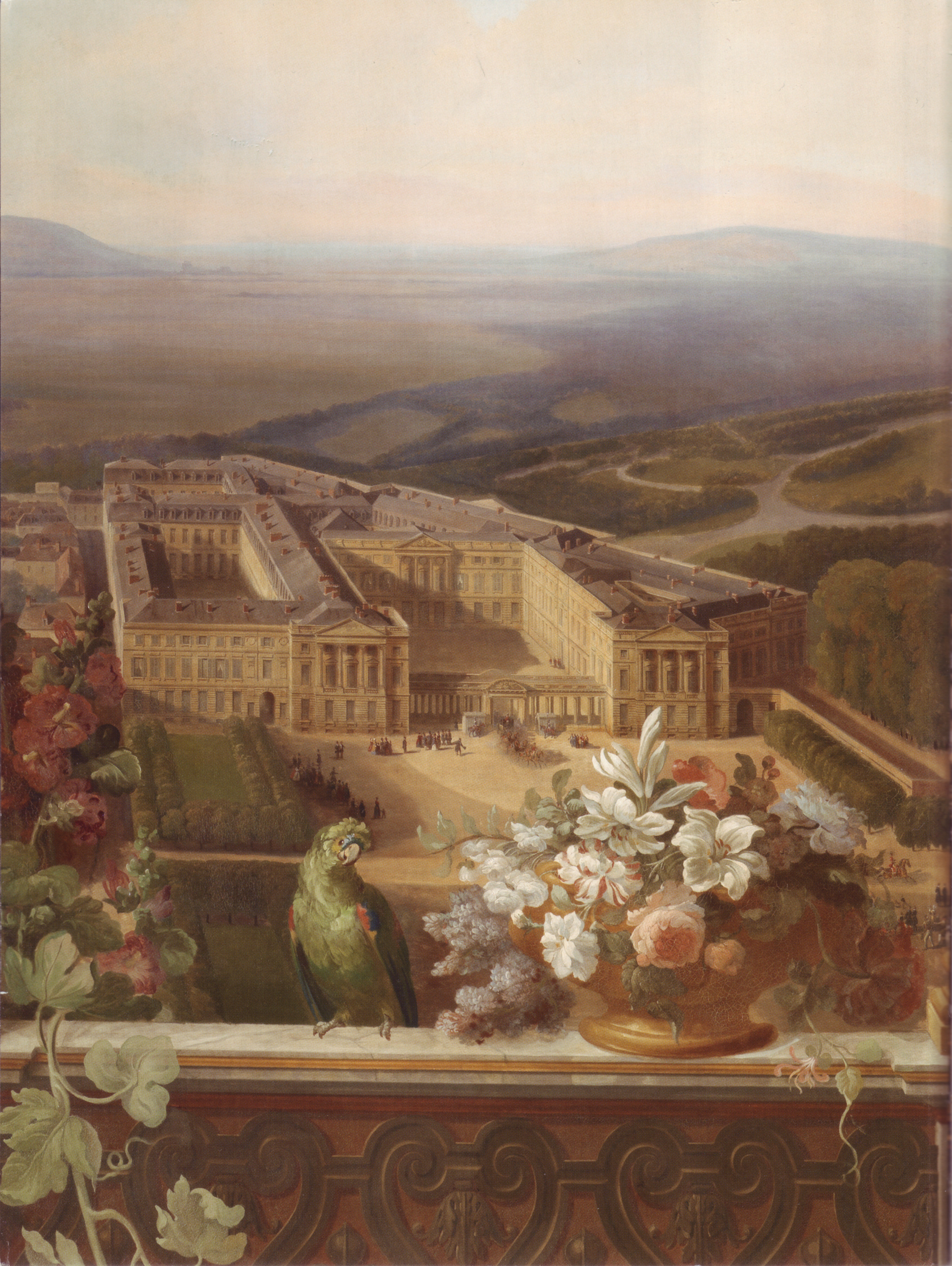
Компьенский дворец в 1842
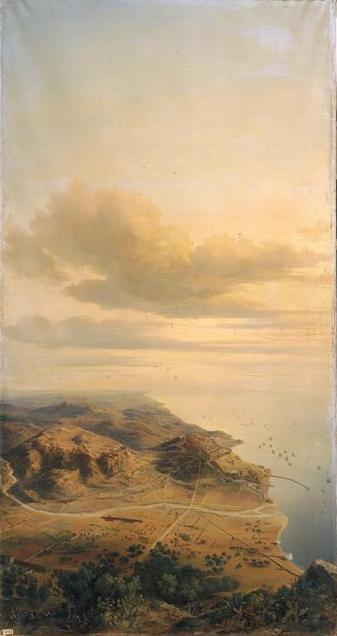
Vue panoramique des travaux du siège de Tarragonne